# Чемпионат мира по стрельбе из лука 2019
50-й чемпионат мира по стрельбе из лука прошёл с 10 по 16 июня 2019 года в голландском городе Хертогенбос. На первенстве было разыграно 10 комплектов наград — по 5 в каждом из двух видов лука (классическом и блочном).
На чемпионате была разыграна основная масса квот на Олимпийские игры 2020 года в Токио в классическом луке. Обладателями квот стали первые восемь сборных в командном первенстве, а также четыре лучших спортсмена в индивидуальном первенстве, не прошедшие на Игры благодаря командным квотам.

## Медальный зачёт
| Общее количество медалей                                                                                             | Общее количество медалей | Общее количество медалей | Общее количество медалей | Общее количество медалей | Общее количество медалей |
| --- | ------------------------ | ------------------------ | ------------------------ | ------------------------ | ------------------------ |
| Место | Страна                   | Золото                   | Серебро                  | Бронза                   | Всего                    |
| 1 | Республика Корея         | 3                        | 2                        | 3                        | 8                        |
| 2 | Китайский Тайбэй         | 3                        | 0                        | 1                        | 4                        |
| 3 | США                      | 2                        | 2                        | 0                        | 4                        |
| 4 | Китай                    | 1                        | 0                        | 0                        | 1                        |
| 4 | Россия                   | 1                        | 0                        | 0                        | 1                        |
| 6 | Индия                    | 0                        | 1                        | 2                        | 3                        |
| 7 | Нидерланды               | 0                        | 1                        | 1                        | 2                        |
| 8 | Малайзия                 | 0                        | 1                        | 0                        | 1                        |
| 8 | Норвегия                 | 0                        | 1                        | 0                        | 1                        |
| 8 | Турция                   | 0                        | 1                        | 0                        | 1                        |
| 8 | Франция                  | 0                        | 1                        | 0                        | 1                        |
| 12 | Бангладеш                | 0                        | 0                        | 1                        | 1                        |
| 12 | Великобритания           | 0                        | 0                        | 1                        | 1                        |
| 12 | Италия                   | 0                        | 0                        | 1                        | 1                        |
| Всего (14 стран) | Всего (14 стран)         | 10                       | 10                       | 10                       | 30                       |
| Жирным шрифтом выделено наибольшее количество медалей в своей категории. Цветом перванш выделена принимающая страна. |                          |                          |                          |                          |                          |

## Медалисты

### Классический лук
| Дисциплина                    | Золото                                           | Серебро                                                    | Бронза                                                        |
| Мужчины. Личное первенство    | Брейди Эллисон · США                             | Хайрул Ануар Мохамад · Малайзия                            | Руман Шана · Бангладеш                                        |
| Женщины. Личное первенство    | Лэй Цяньин Китайский Тайбэй                      | Кан Чхэ Ён · Республика Корея                              | Чхве Ми Сун · Республика Корея                                |
| Мужчины. Командное первенство | Китай · Дин Юйлян · Фэн Хао · Вей Шаогуань       | Индия · Атану Дас · Правин Рамеш Джадхав · Тарундип Раи    | Республика Корея · Ким У Джин · Ли Сын Юн · Ли У Сок          |
| Женщины. Командное первенство | Китайский Тайбэй Лэй Цяньин Пэн Цзямао Тань Ятин | Республика Корея · Чхан Хе Джин · Чхве Ми Сун · Кан Чай Ян | Великобритания · Сара Беттлс · Наоми Фолкард · Брайони Питман |
| Смешанные пары                | Республика Корея · Ли У Сок · Кан Чхэ Ён         | Нидерланды · Шеф Ван ден Берг · Габриэла Баярдо            | Италия · Мауро Несполи · Ванесса Ланди                        |

### Блочный лук
| Дисциплина                    | Золото                                                  | Серебро                                                | Бронза                                                 |
| Мужчины. Личное первенство    | Джеймс Лутц · США                                       | Андерс Фёугстад · Норвегия                             | Ким Чён Хо · Республика Корея                          |
| Женщины. Личное первенство    | Наталья Авдеева · Россия                                | Пейдж Пирс · США                                       | Джути Суреха Веннам · Индия                            |
| Мужчины. Командное первенство | Республика Корея · Ким Чён Хо · Ян Дже Вон · Чхве Ён Хи | Турция · Сулейман Азар · Эврен Чагыран · Мухаммед Этим | Нидерланды · Майк Шлоссер · Петер Эльзинга · Сил Патер |
| Женщины. Командное первенство | Китайский Тайбэй Чэнь Исюань Чэнь Лижу Хуан Ижоу        | США · Пейдж Пирс · Алексис Руис · Кэссиди Кокс         | Индия · Мускан Кирар · Радж Каур · Джути Суреха Веннам |
| Смешанные пары                | Республика Корея · Ким Чён Хо · Со Чхэвон               | Франция · Пьер-Жюльен Делош · Софи Додемон             | Китайский Тайбэй Чэнь Исюань Чэнь Цзелунь              |